# Torre de Collserola

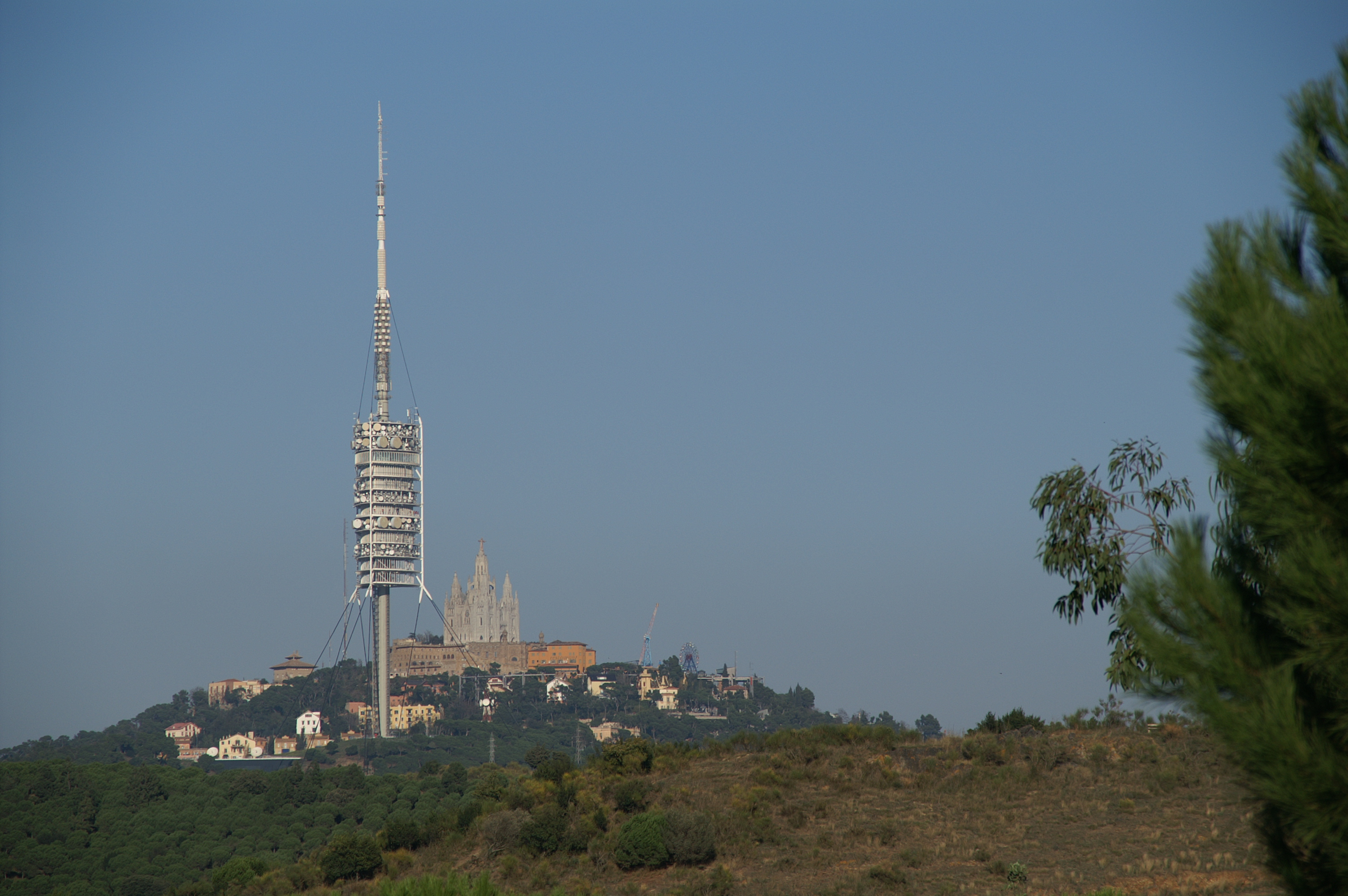
Fernsehturm bei Barcelona auf dem Tibidabo, fotografiert von Pedralbes aus

Der Torre de Collserola ist ein 288 Meter hoher Fernsehturm in Barcelona und der höchste in Spanien. Er steht am Rande des 512 Meter hohen Tibidabo, der höchsten Erhebung des Höhenzugs Serra de Collserola im Nordwesten der Stadt.
Der Turm entstand als Telekommunikationsumsetzer im Zuge der Olympischen Sommerspiele in Barcelona (1992). Der Entwurf stammt von dem bekannten britischen Architekten Norman Foster. Anstatt des für Fernsehtürme üblichen runden Querschnitts ist der Grundriss des Turmkorbs ein bauchiges Dreieck. Das Bauwerk ist mit neun dicken Halteseilen am Boden verankert, die an den unteren drei Ecken des Turmkorbs verspannt sind. Durch diese Verstärkung war es möglich, den Turmschaft sehr schlank, mit nur 4,5 Meter Durchmesser, zu bauen, wodurch der Turm sehr leicht und elegant wirkt. Ohne die Halteseile wäre ein Turmschaft mit einem Durchmesser von zirka 25 Meter notwendig gewesen.
Die Basis des Turms liegt auf 425 Meter ü. d. M. auf dem Turó de Vilana (ein Nebengipfel des Tibidabo). Die Höhe des Turms bis zur Antennenspitze beträgt 288 Meter. Der Turmkorb besteht aus 13 Stockwerken und befindet sich zwischen 84 und 152 Meter Höhe über Grund und beherbergt überwiegend technische Einrichtungen. Im zehnten Stockwerk (135 Meter über Grund bzw. 560 Meter ü. d. M.) befindet sich eine öffentliche Aussichtsplattform, die über einen außen am Turmschaft angebrachten Panoramaaufzug erreicht wird.
Im Inneren des Turmschafts befindet sich ein weiterer, nicht öffentlicher Aufzug für Wartungsarbeiten auf den Technikgeschossen.
Der Turm wurde nach 24-monatiger Bauzeit am 27. Juni 1992 eröffnet.
Ein weiterer Telekommunikationsturm in Barcelona ist der vom spanischen Star-Architekten Santiago Calatrava entworfene Torre de comunicacions de Montjuïc, der ebenfalls im Zuge der Olympischen Spiele 1992 erbaut wurde.